# Barmer (huyện)
Huyện Barmer là một huyện thuộc bang Rajasthan, Ấn Độ. Thủ phủ huyện Barmer đóng ở Barmer. Huyện Barmer có diện tích 28387 ki lô mét vuông. Đến thời điểm năm 2001, huyện Barmer có dân số 1963758 người.